# Myrcia coumete
Myrcia coumete är en myrtenväxtart som först beskrevs av Jean Baptiste Christophe Fusée Aublet, och fick sitt nu gällande namn av Dc.. Myrcia coumete ingår i släktet Myrcia och familjen myrtenväxter. Inga underarter finns listade i Catalogue of Life.